# Terminal de télétransmission
Pour les articles homonymes, voir Terminal.
En télévision par satellite ou TNT ou en réseau câblé, le terminal de télétransmission ou set-top box sert à sélectionner la chaîne. Il se branche sur la prise Péritel du téléviseur. Il est respectivement relié à la parabole ou à l'antenne râteau UHF ou à la prise d'arrivée câble. Les terminaux universels TNT+SAT sont disponibles pour l'antenne individuelle voire avec une antenne collective mais encore sans contrôle d'accès. Le terminal partage avec le démodulateur de nombreuses caractéristiques de base, comme la BIS, les commandes, la connectique, etc., mais il est dédié aux seuls signaux numériques diffusant de la tv, de la radio et du télétexte.
Le bouquet TPS propose son propre terminal en location. Attention, il ne permet pas de capter toutes les offres en clair pourtant présentes sur le satellite Hot-Bird et même Astra. Pour éviter  cette situation préferez un terminal du commerce doté en plus des dernières avancées technologiques, le DiSEqC et l'USALS, le son Dolby 5.1. Pour cette déclinaison la carte d'abonnement à TPS est alors de type « W ».
Cependant, le terminal de location TPS possède un moteur d'interactivité embarqué OpenTV qui permet d'utiliser certains services interactifs proposé par l'opérateur.
Pour CanalSatellite et Canal+ la situation est sensiblement la même, capacité de sélections souvent insuffisante, voire absence de DiSEqC. Là aussi préférez-lui le terminal du commerce (carte ici inchangée).
De même, le terminal de location Canalsat possède un moteur d'interactivité embarqué MédiaHighway qui permet d'utiliser certains services interactifs proposé par l'opérateur.
Les terminaux du commerce peuvent être mis à jour par voie hertzienne, par satellite ou par Internet (RS232), et peuvent comporter un disque dur permettant de sauvegarder des émissions ou des films, et une sortie HF modulée, un canal PAL en UHF. En outre certains possèdent une interface embarquée ou une interface commune recevant un module contrôle d'accès particulier. (Irdeto, Nagra, Conax, etc.) pour bouquets moins demandés en France ou les chaînes « X ».